# Взаємний альтруїзм
Взаємний альтруїзм (реципрокний альтруїзм) — вид соціальної поведінки, за якого індивіди поводяться з деякою часткою самопожертви у ставленні один до одного, однак тільки в тому випадку, якщо очікують відповідної самопожертви. Термін увів соціобіолог Роберт Триверс. Реципрокний альтруїзм особин, що належать до різних видів, можна назвати симбіозом.
Такий тип поведінки властивий не тільки людям, але також і низці тварин: давно відомий принцип коаліцій у приматів (члени яких допомагають один одному); також виявлено приклади взаємодії щурів на основі взаємного альтруїзму.
Цю модель поведінки також застосовують в оптимальній стратегії вирішення «дилеми в'язня».

## Теорія
Концепція «взаємного альтруїзму», представлена Робертом Триверсом, передбачає, що альтруїзм, який визначається як акт надання допомоги іншій людині, що має певну ціну, міг би розвинутися, оскільки було б вигідно взяти на себе цю відповідальність, якщо є ймовірність опинитися у зворотній ситуації, коли людина, якій допомогли до цього, може здійснити альтруїстичний вчинок стосовно людини, яка допомогла їй раніше. Ця концепція сягає своїм корінням у роботу В. Д. Гамільтона, який розробив математичні моделі для прогнозування ймовірності того, що родичі виконають альтруїстичний акт.
Прийняття цієї стратегії в скрутному становищі повторного в'язня означало б для нього беззастережну співпрацю в перший період і альтруїстичну поведінку доти, поки робить так само інший в'язень.Якщо шанси зустріти іншого відповідного альтруїста досить високі або якщо гра повторюється протягом досить довгого часу, ця форма альтруїзму може розвинутися серед населення.
Це близько до поняття «tit for tat» (еквівалентна відплата), представленого Анатолієм Рапопортом, хоча здається, як і раніше, є невелика відмінність у тому, що при «tit for tat» співпрацюють у перший період і потім завжди копіюють попередню дію супротивника, тоді як «взаємні альтруїсти» припиняють співпрацю з противником і залишаються незалежними від нього. Ця відмінність призводить до того, що, на відміну від взаємного альтруїзму, tit for tat може відновити співпрацю за певних умов, попри припинення співпраці.
Крістофер Стефенс показує набір необхідних і в сукупності достатніх умов "... як приклад взаємного альтруїзму:
1. поведінка дарувальника зменшує імовірність вибору егоїстичної альтернативи;[6]
2. той, хто отримує, повинен отримати більше в порівнянні з тим, хто не отримує;
3. результативність поведінки повинна бути незалежною від отримання негайної вигоди
4. умови 1, 2 і 3 мають ставитися до обох людей, які беруть участь у взаємній допомозі.

Необхідні дві додаткові умови "... для розвитку взаємного альтруїзму:"
1. Має існувати механізм виявлення «обманщиків».
2. Має існувати велика (невизначена) кількість можливостей для обміну допомогою.

Перші дві умови необхідні для альтруїзму як такого, тоді як третя відрізняє взаємний альтруїзм від простої взаємної вигоди; четверта робить взаємодію обопільною. Потрібна умова номер п'ять, оскільки в іншому випадку неальтруїсти можуть завжди експлуатувати альтруїстичну поведінку без жодних наслідків, і тому еволюція взаємного альтруїзму стане неможливою. Проте, зазначається, що цей «спосіб створення умов» не обов'язково має бути свідомим. Умова номер шість вимагає, щоб не відбулося зриву співпраці внаслідок зворотної індукції — імовірності здійснення запропонованих ігрових моделей;.